# Ouzouer-sur-Trézée
Ouzouer-sur-Trézée är en kommun i departementet Loiret i regionen Centre-Val de Loire strax norr Frankrikes mitt. Kommunen ligger i kantonen Briare som tillhör arrondissementet Montargis. År 2022 hade Ouzouer-sur-Trézée 1 124 invånare.

## Befolkningsutveckling
Antalet invånare i kommunen Ouzouer-sur-Trézée
| Referens: INSEE |